# مقبرة هايغيت
مقبرة هايغيت (بالإنجليزية: Highgate Cemetery) هي مقبرة ذات أهمية تاريخية في منطقة هايغيت بالعاصمة الإنجليزية لندن. افتتحها أسقف لندن تشارلز بلومفيلد في 20 مايو 1839، وكُرست للقديس جيمس، وكان أول من دُفن بها امرأة من حي سوهو اللندني تدعى إليزابيث جاكسون، دُفنت في 26 مايو.

## زيارة المقبرة
تضم المقبرة الشرقية النصيب الأكبر من الشخصيات ذات الأهمية التاريخية، من العصر الفيكتوري وغيره. وتسمح إدارة المقبرة بجولات سياحية لزيارة قبور المشاهير، غير أنه لا يُسمح للزائرين بالتجول منفردين، حرصًا على القبور من التخريب، وخاصة من جانب هواة التذكارات، ما لم يكن الزائر من أقارب أحد المدفونين بالمقبرة ولديه تصريح بزيارة قبر قريبه.

## مشاهير دُفنوا بالمقبرة
تنقسم مقبرة هايغيت إلى شطرين هما المقبرة الشرقية والمقبرة الغربية، وتضم حوالي 170 ألف شخص مدفونين في حوالي 53 ألف قبر، من بينهم عدد كبير من الشخصيات التاريخية.

### المقبرة الشرقية
- إريك هوبسباوم: مؤرخ.

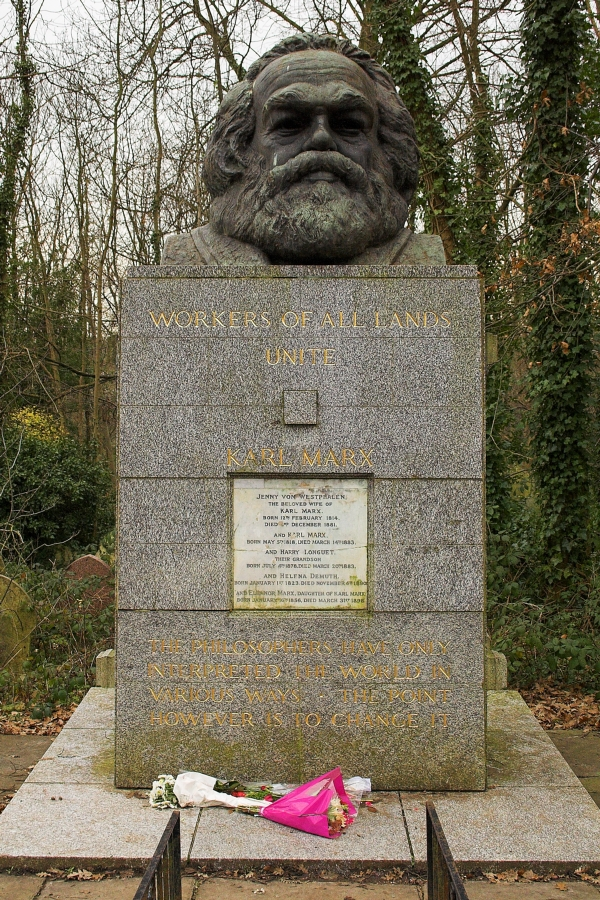
قبر كارل ماركس بالمقبرة الشرقية

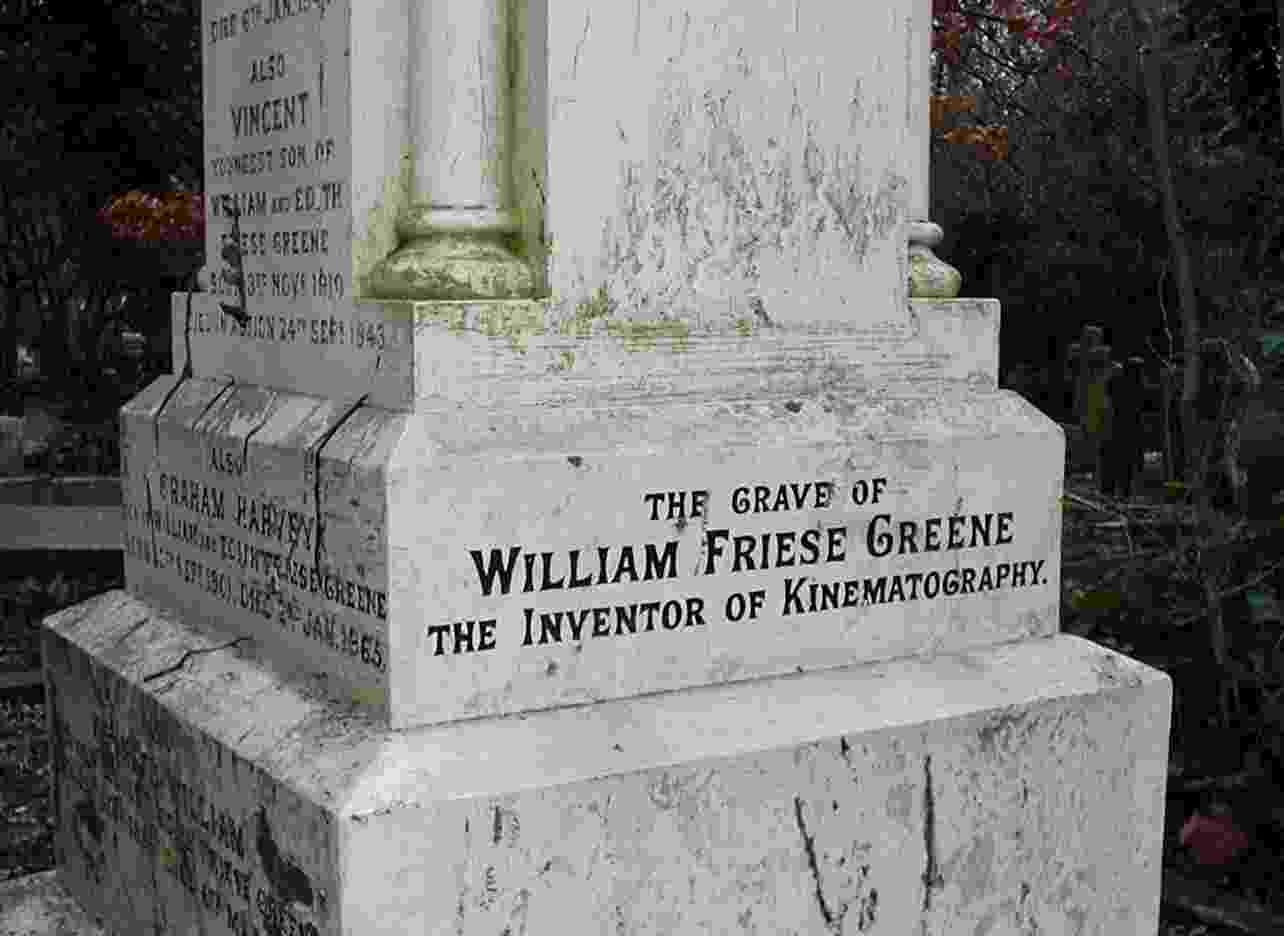
قبر ويليام فريز جرين بالمقبرة الشرقية، من تصميم المعماري البريطاني إدوين لوتيينز

- جورج إليوت (الاسم القلمي للروائية ماري آن إيفانز): كُتب اسمها على القبر «ماري آن كروس»، ودُفنت بجوار قبر زوجها الفيلسوف جورج هنري لويس.
- جورج هوليوك: مصلح اجتماعي ومؤسس الحركة التعاونية البريطانية.
- دوغلاس آدمز: مؤلف دليل المسافر إلى المجرة.
- السير رالف ريتشاردسون: ممثل.
- فرزاد بازوفت: صحفي إيراني، أعدمه نظام صدام حسين في 15 مارس 1990.
- كارل ماركس: أشهر المدفونين في المقبرة. تزعم بعض المصادر أن قبره تعرض لمحاولتي تفجير، كانت الأولى في 2 سبتمبر 1965،[5] والأخرى سنة 1970.[6]
- جورج مايكل: مغني رآب بريطاني
- السير ليسلي ستيفن: ناقد، وهو المحرر الأول لقاموس السير الوطنية، ووالد كل من فيرجينيا وولـف وفانيسا بيل.
- هربرت سبنسر: عالم بيولوجيا تطورية، وأحد فلاسفة اقتصاد عدم التدخل.
- هنري غراي عالم تشريح وجراح،[7][8] له كتاب «تشريح غراي».
- ويليام فريز جرين: من رواد صناعة السينما.
- عالم الرياضيات والفيلسوف ويليام كنغدون كليفورد وزوجته الروائية والصحفية لوسي لين كليفورد.

### المقبرة الغربية
- تشارلز ستيوارت: عالم تشريح.
- ألكساندر ليتفينينكو: منشق روسي، اغتيل بالسم في لندن.
- جاكوب برونوفسكي.
- جون غلزورثي: أديب بريطاني، حصل على جائزة نوبل في الأدب سنة 1932.
- جين سيمونز: ممثلة.
- رادكليف هول: مؤلفة رواية بئر العزلة.
- جورج مايكل: مغني البوب البريطاني